# المؤتمرات الصحية الدولية
تم تنظيم المؤتمرات الصحية الدولية للمرة الأولى في فرنسا عام 1851. حيث أقيم ما مجموعه 14 مؤتمرا بين عامي 1851 و1938. وقد كانت المؤتمرات الصحية العالمية هي الاتفاقية الدولية الأولى التي تنظم في أوروبا للتعامل مع وصول وانتشار الأمراض المعدية، وعلى وجه الخصوص مرض الكوليرا.

## التسلسل الزمني
تعريف الكوليرا
- 1851 (باريس) - حركة الرواد.
- 1859 (باريس) – وقت التردد.
- 1866 (القسطنطينية) – نقاش واتفاقية مشتركة حول السبب في انتشار مرض الكوليرا [2]

سياسات الكوليرا
- 1874 (فيينا).
- 1881
- 1885
- 1892
- 1893
- 1897

القضايا الغير متعلقة بالكوليرا
- 1903 (باريس).
- 1911
- 1926
- 1938 (باريس).
- 1951 - تم تبنيه من قبل منظمة الصحة العالمية كلوائح صحية دولية.
- 1969 - عدلت منظمة الصحة العالمية اللوائح لتصبح (اللوائح الصحية العالمية).

## وصلات إضافية
- منظمة الصحة العالمية